# Gerald de Corbie
Gerald de Corbie o Sant Gerald (c. 1025 - 1095) fou un abat benedictí francès.
Sant Gerald nasqué a Corbie, Picardia, i fou educat a l'abadia de Corbie, on més endavant ingressà com a monjo. Patí forts mals de cap que li impediren dur a terme les seves devocions. En un esforç per curar-se, feu una peregrinació amb el seu abat per cercar la intercessió de Sant Miquel de Monte Gargano i de Sant Benet a Montecassino. A la seva tornada, fou curat dels mals de cap per sant Adalard, un antic abat de Corbie, de qui Gerald escrigué una hagiografia.
Més endavant feu una peregrinació a Palestina, després de la qual fou escollit abat de l'Abadia de Sant Vicenç, a Laon, però els monjos no acceptaren la seva autoritat i la imposició de la disciplina apropiada. Després de cinc anys, dimití de Laon per convertir-se en abat de l'Abadia de Saint-Médard (a Soissons), però en fou expulsat per un usurpador.
Posteriorment, cercà un lloc on fundar un nou monestir benedictí. El duc Guillem VIII d'Aquitània li donà una enorme extensió de bosc a la Gironda, prop de Bordeus, on Gerald fundà l'abadia de Grande-Sauve, de la qual fou el primer abat. Aquesta abadia es convertí en una poderosa comunitat per a l'avança de la regla benedictina i el mode de vida, amb gran influència dels costums de Cluny. Gerald començà la pràctica de celebrar la missa i l'ofici dels morts durant 30 dies després de la mort d'un membre de la comunitat. El seu consell constant als seus monjos durant el temps en què visqué estigué fora de tota discussió.
Fou canonitzat el 1197 pel Papa Celestí III, i la seva festivitat és el 5 d'abril.